# Andrew Jackson Montague
Andrew Jackson Montague (3 ottobre 1862 – 24 gennaio 1937) è stato un politico statunitense.

## Biografia
Fu il quarantaquattresimo governatore della Virginia. Nato nella Contea di Campbell, in una cittadina vicino a Lynchburg (Virginia), era figlio del giudice Robert Latane Montague.
Dopo la morte del padre (avvenuta nel 1880) lasciò la città per trasferirsi a Richmond.